# Маркело, Натанджело
Ната́нджело Алекса́ндро Ма́ркело (нидерл. Nathangelo Alexandro Markelo; 7 января 1999, Гронинген, Нидерланды) — нидерландский и кюрасаоский футболист, правый защитник клуба «Хебыр» и сборной Кюрасао.

## Клубная карьера
Натанджело Маркело — воспитанник футбольного клуба «Волендам». В 2017 году перешёл в английский футбольный клуб «Эвертон» и начал выступать за резервную команду «ирисок» в Премьер-лиге 2.
В июле 2020 года подписал новый двухлетний контракт с «Эвертоном», после чего на правах сезонной аренды перешёл в нидерландский футбольный клуб «Твенте». 12 сентября 2020 года дебютировал в чемпионате Нидерландов, выйдя на замену в победном для «Твенте» матче против «Фортуны» (2:0). Всего до конца сезона принял участие в 13 матчах чемпионата.
25 августа 2021 года перешёл в ПСВ.
9 июля 2022 года перешёл в роттердамский «Эксельсиор», подписав с клубом трёхлетний контракт. 6 августа дебютировал за клуб в матче чемпионата против «Камбюра», выйдя на замену вместо Юлиана Баса.
3 августа 2023 года подписал контракт на один сезон с клубом «Фортуна».
27 июня 2024 года подписал двухлетний контракт с клубом «Рода»

## Карьера в сборной
В 2016—2019 годах выступал за различные юношеские и молодёжные сборные Нидерландов: до 18, до 19, до 20 и до 21 года.

## Статистика выступлений

### Клубная
| Выступление      | Выступление      | Выступление      | Лига | Лига | Кубки | Кубки | Итого | Итого |
| Клуб             | Лига             | Сезон            | Игры | Голы | Игры  | Голы  | Игры  | Голы  |
| ---------------- | ---------------- | ---------------- | ---- | ---- | ----- | ----- | ----- | ----- |
| → Твенте         | Эредивизи        | 2020/21          | 13   | 0    | 0     | 0     | 13    | 0     |
| → Твенте         | Итого            | Итого            | 13   | 0    | 0     | 0     | 13    | 0     |
| Йонг ПСВ         | Эрстедивизи      | 2021/22          | 30   | 0    | 0     | 0     | 30    | 0     |
| Йонг ПСВ         | Итого            | Итого            | 30   | 0    | 0     | 0     | 30    | 0     |
| Эксельсиор       | Эредивизи        | 2022/23          | 14   | 0    | 2     | 0     | 16    | 0     |
| Эксельсиор       | Итого            | Итого            | 14   | 0    | 2     | 0     | 16    | 0     |
| Фортуна          | Эредивизи        | 2023/24          | 3    | 0    | 0     | 0     | 3     | 0     |
| Фортуна          | Итого            | Итого            | 3    | 0    | 0     | 0     | 3     | 0     |
| Рода             | Эрстедивизи      | 2024/25          | 4    | 0    | 1     | 0     | 5     | 0     |
| Рода             | Итого            | Итого            | 4    | 0    | 1     | 0     | 5     | 0     |
| Хебыр            | Первая лига      | 2024/25          | 16   | 0    | 0     | 0     | 16    | 0     |
| Хебыр            | Итого            | Итого            | 16   | 0    | 0     | 0     | 16    | 0     |
| Всего за карьеру | Всего за карьеру | Всего за карьеру | 80   | 0    | 3     | 0     | 83    | 0     |